# Douglas Harper
Douglas Harper (Filadelfia, 29 luglio 1960) è un lessicografo e giornalista statunitense, autore dell'Online Etymology Dictionary.
Nato a Filadelfia in Pennsylvania, è cresciuto nella contea di Chester dello stesso Stato. Nel 1983 si è laureato in storia al Dickinson College di Carlisle. In seguito ha intrapreso un'attività di giornalista con quotidiani e riviste locali, tra cui The Main Line Chronicle (1983-1985), West Chester Daily Local News (1985-1993) e  Lancaster Intelligencer Journal (dal 1993 ad oggi).
Iniziò a compilare l'Online Etymology Dictionary, un dizionario etimologico online della lingua inglese, nel 2001. Al giugno 2015, il dizionario comprendeva circa 50.000 lemmi, inclusi termini tecnici e di slang, con l'origine ed evoluzione di ciascuna parola.
L'Università di Oxford, nel suo catalogo "Arts and Humanities Community Resource", ha definito il dizionario "una eccellente risorsa per chi vuole conoscere l'origine delle parole". Una recensione del  Chicago Tribune lo considera "uno dei migliori strumenti per trovare la parola giusta".
Harper ha scritto due libri sulla storia della contea di Chester, pubblicati dalla Chester County Historical Society
- If Thee Must Fight: A Civil War History of Chester County, Pa. (1990)
- That Elegant, Notorious Place: West Chester to 1865 (1999)